# Grimston (East Riding of Yorkshire)
Grimston – osada w Anglii, w hrabstwie East Riding of Yorkshire. Leży 20 km na wschód od miasta Hull i 255 km na północ od Londynu.